# Paolo Uccello

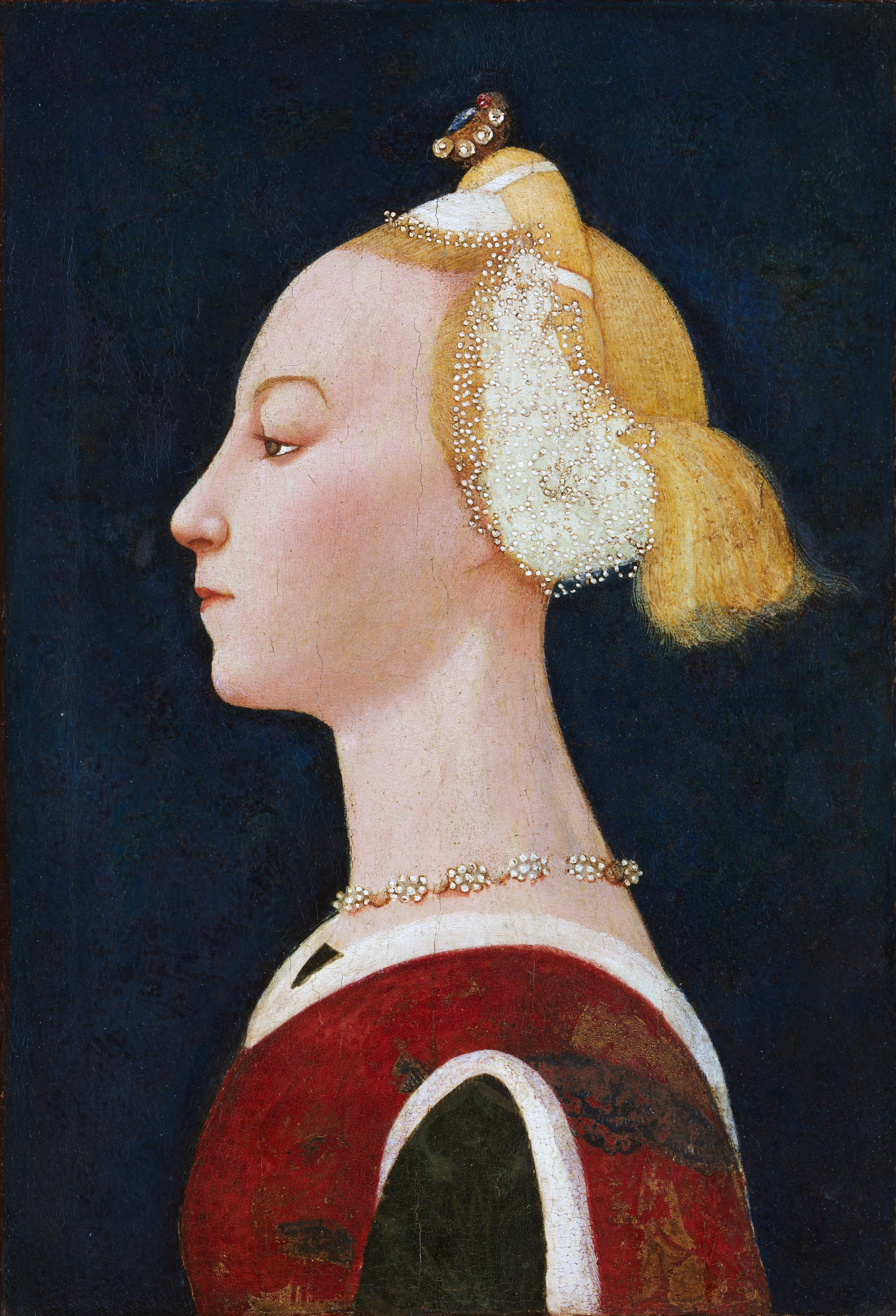
Retrato de una dama (h. 1450), Museo Metropolitano de Arte de Nueva York.

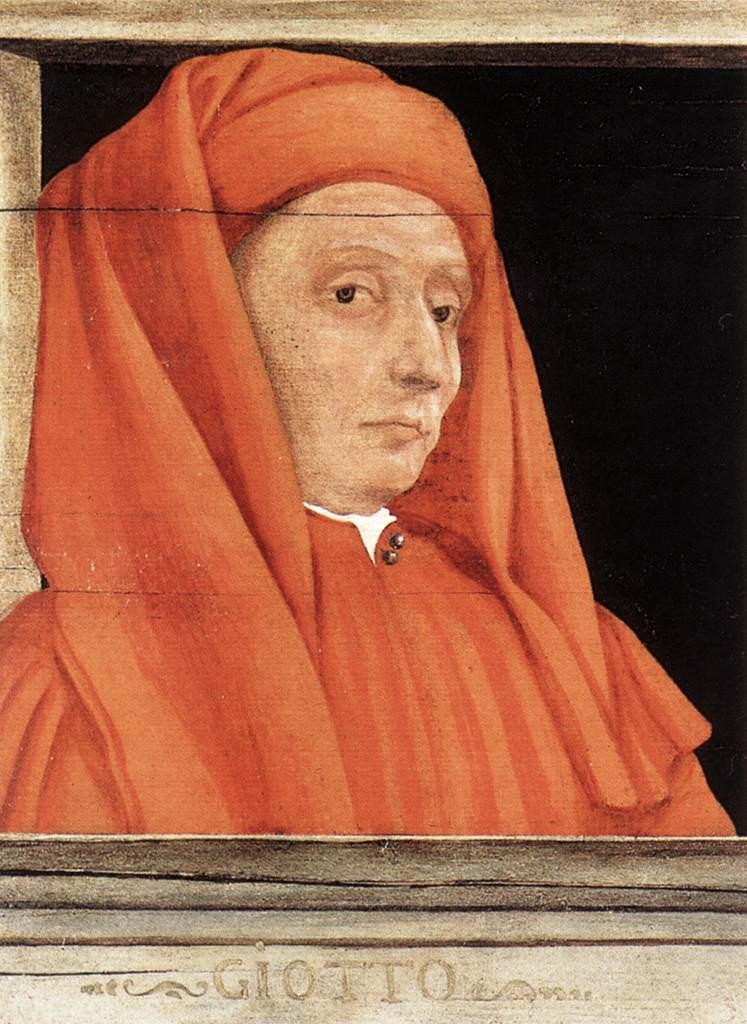
Presunto retrato de Giotto.

Paolo di Dono, más conocido como Paolo Uccello (Pratovecchio?/Florencia?, 15 de junio de 1397-Florencia, 10 de diciembre de 1475), fue un pintor cuatrocentista y matemático
italiano que destacó por su obra pionera en la perspectiva visual en el arte. 
Giorgio Vasari en sus Vidas de los artistas escribió que Uccello «se complació en investigar los complicados mecanismos y las extrañas obras del arte de la perspectiva», subrayando su rasgo más distintivo, esto es, el interés, casi obsesivo, por la construcción en perspectiva. Esta característica, junto con la adhesión al clima del Gótico internacional, hace de Paolo Uccello una figura de límites entre dos mundos figurativos, siguiendo un curso artístico entre los más autónomos del Quattrocento. Usó la perspectiva para crear la sensación de profundidad en sus pinturas y no, como sus contemporáneos, para narrar historias diferentes o que se suceden en el tiempo. Sus obras más conocidas son las tres pinturas que representan la batalla de San Romano (durante largo tiempo a estas tres pinturas se les llamó, equivocadamente, la "Batalla de Sant' Egidio de 1416"). 
Paolo trabajó en la tradición gótica tardía y enfatizaba el color y el boato más que el realismo clásico que otros artistas estaban promoviendo. Su estilo se describe mejor como idiosincrásico, y no dejó ninguna escuela de seguidores. Tuvo cierta influencia en el arte del siglo XX (incluyendo el pintor neozelandés Melvin Day) y la crítica literaria ("Vies imaginaires" por Marcel Schwob, "Uccello le poil" por Antonin Artaud y "O Mundo Como Ideia" de Bruno Tolentino).

## Vida
Las fuentes para la vida de Paolo Uccello son escasas: la biografía de Vasari, escrita 75 años después de la muerte de Paolo, y unos pocos documentos oficiales contemporáneos. Uccello nació probablemente en Florencia, aunque se ha señalado también Pratovecchio, de donde era originario su padre Dono di Paolo, en el año 1397. Sus declaraciones de impuestos durante algunos años indican que nació en el año 1397, pero en 1446 él sostuvo que nació en 1396. Su apodo Uccello procede de su querencia por pintar pájaros. Era hijo de Dono Di Paolo, barbero y cirujano de Pratovecchio, cerca de Arezzo, que adquirió la ciudadanía florentina desde 1373; el nombre de su madre era Antonia di Giovanni del Beccuto.

### Formación en el taller de Ghiberti
A la edad de diez años (1407), entró como aprendiz en la escuela del famoso escultor Lorenzo Ghiberti, cuyo taller era un centro destacado del arte florentino de la época. El estilo narrativo gótico tardío de Ghiberti y composición escultórica influyó en gran medida en Paolo. Se trataba de un estilo ligado al gusto lineal, al aspecto mundado de los personajes sagrados, con el refinamiento de las formas y el trasladar la atención a los detalles más minuciosos, con un naturalismo rico en decoraciones.
Fue también en esta época cuando Paolo comenzó una amistad que duraría toda la vida con Donatello. En el taller de Ghiberti estuvo hasta el año 1412 y pudo conocer a los artistas de más renombre, entre ellos Masolino y Michelozzo. Participó, en esa época, en la conclusión de la puerta del Baptisterio de Florencia, realizada por este último (1403-1424), ahora colocada en el lado norte. En este período nace el uso del sobrenombre "Uccello" debido a la habilidad en su representación de los animales, en particular las aves. 
Tras haber completado la formación de pintura, escultura, orfebrería y arquitectura, se unió, en 1414, a la cofradía de pintores Compagnia di San Luca (la "Compañía de los pintores de San Lucas") y, un año más tarde, el 15 de octubre de 1415, se unió al Gremio de Medici e Spezili. Las obras de estos años son muy oscuras, o incluso perdidas, o impregnadas de un gusto gótico tradicional, con atribuciones aún recientes y discutidas. Como los coetáneos Masaccio y Beato Angelico, las primeras obras independientes debieron datarse de los años veinte.
Según Vasari, la primera pintura de Uccello fue un San Antonio y unos Santos Cosme y Damián entre mujeres pintados al fresco, un encargo para el hospital de Lelmo en Florencia. Después pintó dos figuras para Annalena, monasterio de monjas, obra perdida. Poco después pintó tres frescos con escenas de la vida de San Francisco sobre la puerta izquierda de la iglesia de Santa Trinidad. Para la capilla de Paolo Carnesecchi en la iglesia de Santa Maria Maggiore pintó un fresco de la Anunciación y cuatro profetas (hoy perdida). En este fresco, pintó un gran edificio con columnas en perspectiva. Vasari escribe que esta escena era considerada «algo muy bello y difícil».
De estos años es también el fresco de la Virgen con Niño (Florencia, Museo de San Marco) que se encontraba en una de las casas de los Del Beccuto, la familia de la madre.
Paolo pintó las Vidas de los Santos Padres en el claustro de San Miniato, en una colina que queda por encima de Florencia. Señala Vasari que para esta obra pintó en parte con verde terra, que es el color de una tierra verde, muy utilizada en el Quattrocento, y en parte en color, pero utilizando colores infrecuentes (campos azules, ciudades de color rojo y edificios en diferentes colores. Consideraba que era una protesta contra sus monótonas comidas servidas por el abad, queso en la sopa y queso de postre. Al final, Paolo se sintió tan abatido que se escapó. Sólo acabó la obra después de que el abad le prometiera comidas normales en las que no figuraba el queso.
Pidieron a Uccello que pintase sobre tela una serie de escenas de caballos y de otros animales para la casa de los Médicis. Admiraba Vasari la forma que tenía de representar los animales, «mostró la soberbia del león en una escena con dos de ellos dispuestos a morderse, y representó la velocidad y el temor en las figuras de ciervos y cabras montesas». Ucello amaba pintar animales y conservaba en su casa gran número de pinturas de toda clase de animales, especialmente aves. 

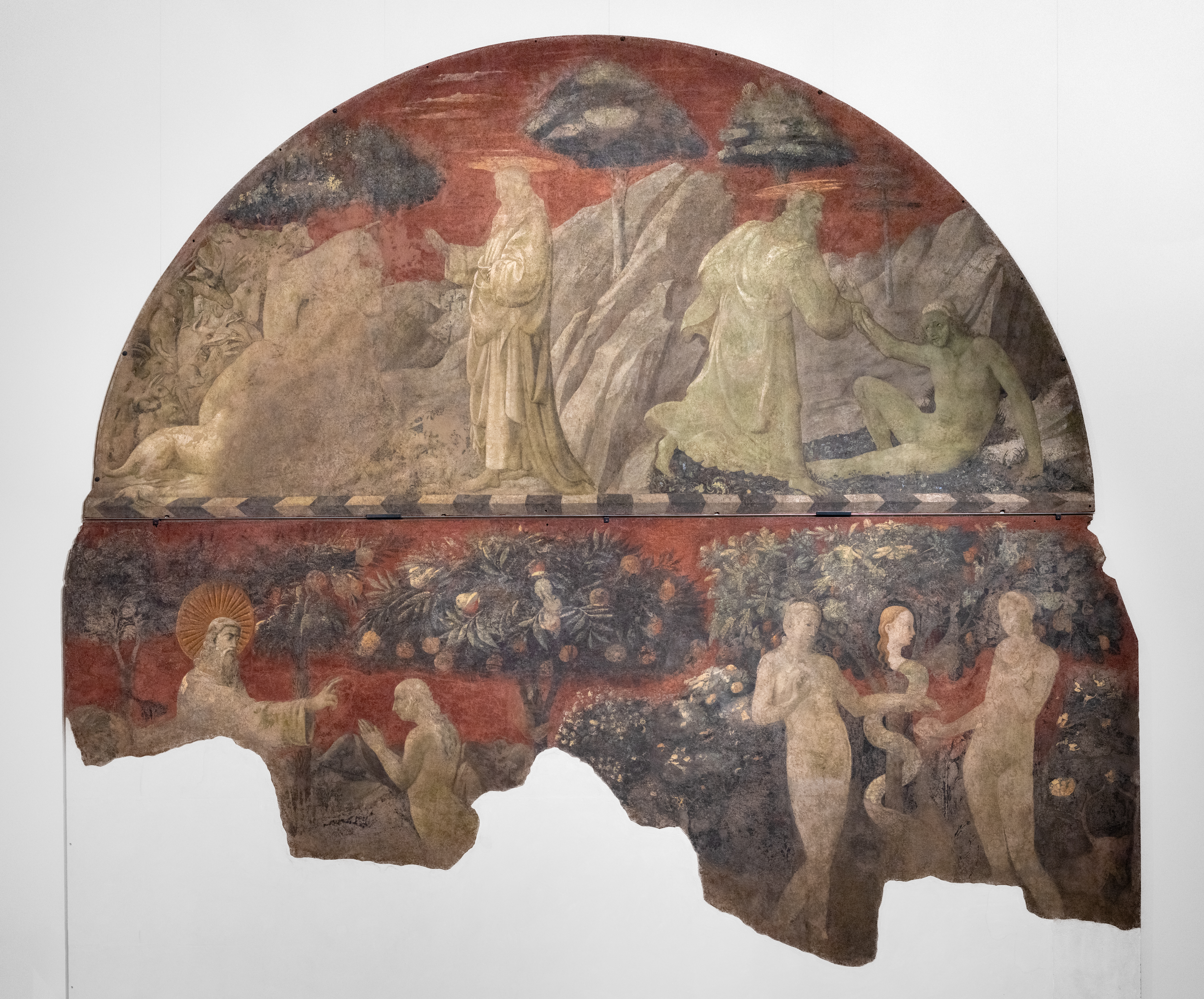
Frescos de El diluvio, La creación de Eva y El pecado original en Santa María Novella (Florencia).

Para el año 1424 Paolo se ganaba la vida como pintor. En aquel año pintó episodios de la Creación y expulsión para el Claustro Verde (Chiostro Verde) de Santa Maria Novella en Florencia (hoy severamente dañados), probando con ello su madurez artística. De nuevo, fue capaz de pintar de una manera muy animada toda una serie de animales. Como logró también pintar árboles con sus colores naturales, en contraste con muchos de sus predecesores, empezó a adquirir una reputación como pintor de paisajes. Siguió con escenas del Diluvio, la historia del Arca de Noé, el sacrificio de Noé y la embriaguez de Noé. Estas escenas le trajeron gran fama en Florencia.

### El viaje a Venecia
Entre 1425 y 1430, Uccello estuvo en Venecia. Trabajó en la reconstrucción de los mosaicos de la fachada de San Marcos, que habían quedado destruidos tras sufrir un incendio. Realizó un San Pedro hoy perdido, y quizá también algunas composiciones en mármol para el pavimento de la basílica. Longhi y Pudelko le han atribuido incluso el diseño de los mosaicos de la Visitación, Nacimiento y Presentación de la Virgen en el Templo de la Capilla dei Mascoli en la basílica de San Marcos, ejecutados por Michele Giambono: las tres escenas, atribuidas por la mayor parte de la crítica al diseño de Andrea del Castagno, activo varios años en la ciudad, presentan un diseño de perspectiva de una cierta complejidad.
La experiencia veneciana acentuó su propensión a representar evasiones fantásticas, inspiradas probablemente en los frescos perdidos de Pisanello y Gentile da Fabriano en el Palacio Ducal de Venecia, pero lo alejaron de Florencia durante un periodo crucial para el desarrollo artístico: en el año 1423 la Adoración de los Magos de Gentile da Fabriano había de hecho señalado el triunfo del estilo "internacional" en la ciudad, y son los años también de las grandes creaciones de Masaccio, como la Capilla Brancacci (1424-1428), lo que marcaba ya un nuevo punto de referencia en el panorama artístico. 
En 1427 estaba seguramente en Venecia. Algunos sugieren que visitó Roma en el verano de 1430 con dos antiguos alumnos de Ghiberti como él, su amigo Donatello y Masolino. Con este último quizá colaboró en el perdido ciclo de Hombres ilustres en el Palacio Orsini, hoy conocido solo por una copia en miniatura de Leonardo da Besozzo. La hipótesis se basa sólo en conjeturas, unida a la atracción de los artistas de la época de la renovación de Roma prometida por Martín V. Regresaría a Florencia en 1431. También pintó algunos frescos en la catedral de Prato y Bolonia.

### El regreso a Florencia
En 1431 regresó a Florencia, donde ejecutó las Historias del Génesis del Claustro Verde de Santa Maria Novella, las obras más antiguas que con seguridad pueden atribuírsele. En particular pintó los lunetos con la Creación de los animales y creación de Adán y el recuadro de la Creación de Eva y el Pecado original, que se pueden datar en aquel año. En estas obras se puede ver en algunos detalles la influencia de Masolino (la cabeza de la serpiente en el Pecado original), mientras que la severa figura del Padre Eterno recuerda a Ghiberti.
La obra demuestra, sin embargo, un primer contacto con la novedad, en particular de Masaccio, sobre todo en la inspiración para el cuerpo desnudo de Adán, pesado y monumental, aunque no proporcionado anatómicamente. En general se manifiesta ya aquella tendencia geometrizante del artista, con las figuras inscritas en cercos y otras formas geométricas, junto con reminiscencias tardogóticas como la insistencia decorativa de los detalles naturalistas.
El artista trabajó después en un segundo luneto con recuadro inferior (el Diluvio universal y en la Historia de Noé) en 1447-1448.
Alrededor de 1430 está datado el pequeño tríptico con la Crucifixión, custodiado en el Museo Metropolitano de Arte de Nueva York, probablemente realizado para una celda del convento de Santa Maria del Paradiso en Florencia. Entre 1430 y 1440 realizó para el altar de la iglesia de San Bartolomé (antes llamada de San Miguel Arcángel) en Quarate, de la que sólo queda la predela compuesta por tres escenas con la Visión de San Juan en Patmos, la Adoración de los Magos y los santos Santiago el Mayor y Ansano, guardada en el Museo diocesano de Santo Stefano al Ponte de Florencia.

### Prato
Si, como se piensa ampliamente, es el autor de los frescos Historia de la Virgen e Historia de San esteban en la Cappella dell'Assunta, Florencia, entonces él habría visitado el cercano Prato en algún momento entre el invierno de 1435 y la primavera de 1436.

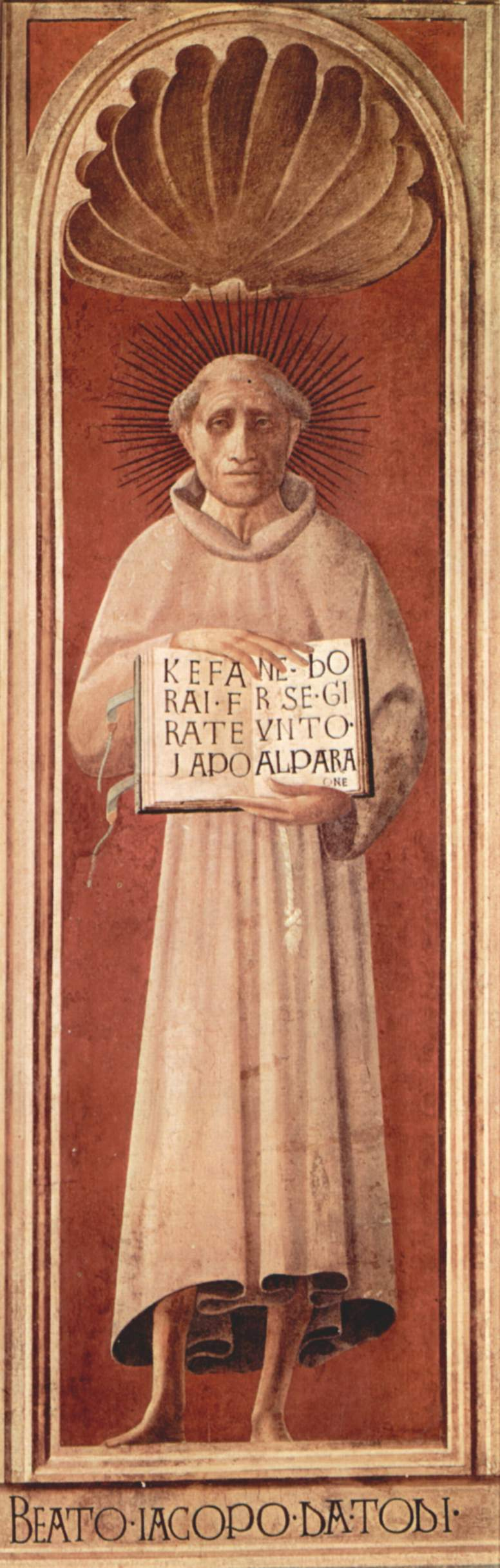
Beato Jacopone da Todi

En ese período inició los frescos en la Cappella dell'Assunta del Duomo de Prato. A Paolo Uccello se atribuye una parte de las Historias de la Virgen (Nacimiento de María y Presentación de María en el Templo) y de las Historias de San Esteban (Disputa de San Esteban y Martirio de San Esteban, salvo la mitad inferior), además de cuatro santos en los nichos de los flancos del arco (San Jerónimo, Santo Domingo, San Pablo y San Francisco) y el conmovedor Beato Jacopone da Todi en la pared derecha del altar, hoy arrancado y conservado en el Museo Cívico.
Particularmente significativa es la vertiginosa escalinata en la Presentación de María en el Templo, donde se ve la veloz maduración de la capacidad de representar elementos complejos en el espacio, incluso aunque ahora no están presentes los virtuosismos de pocos años antes.
Estilísticamente próximos a los frescos se encuentra la Santa monja con dos niños de la Colección Contini Bonacossi, la Virgen con Niño de la National Gallery de Irlanda y la Crucifixión del Museo Thyssen-Bornemisza de Madrid.

### Grandes encargos

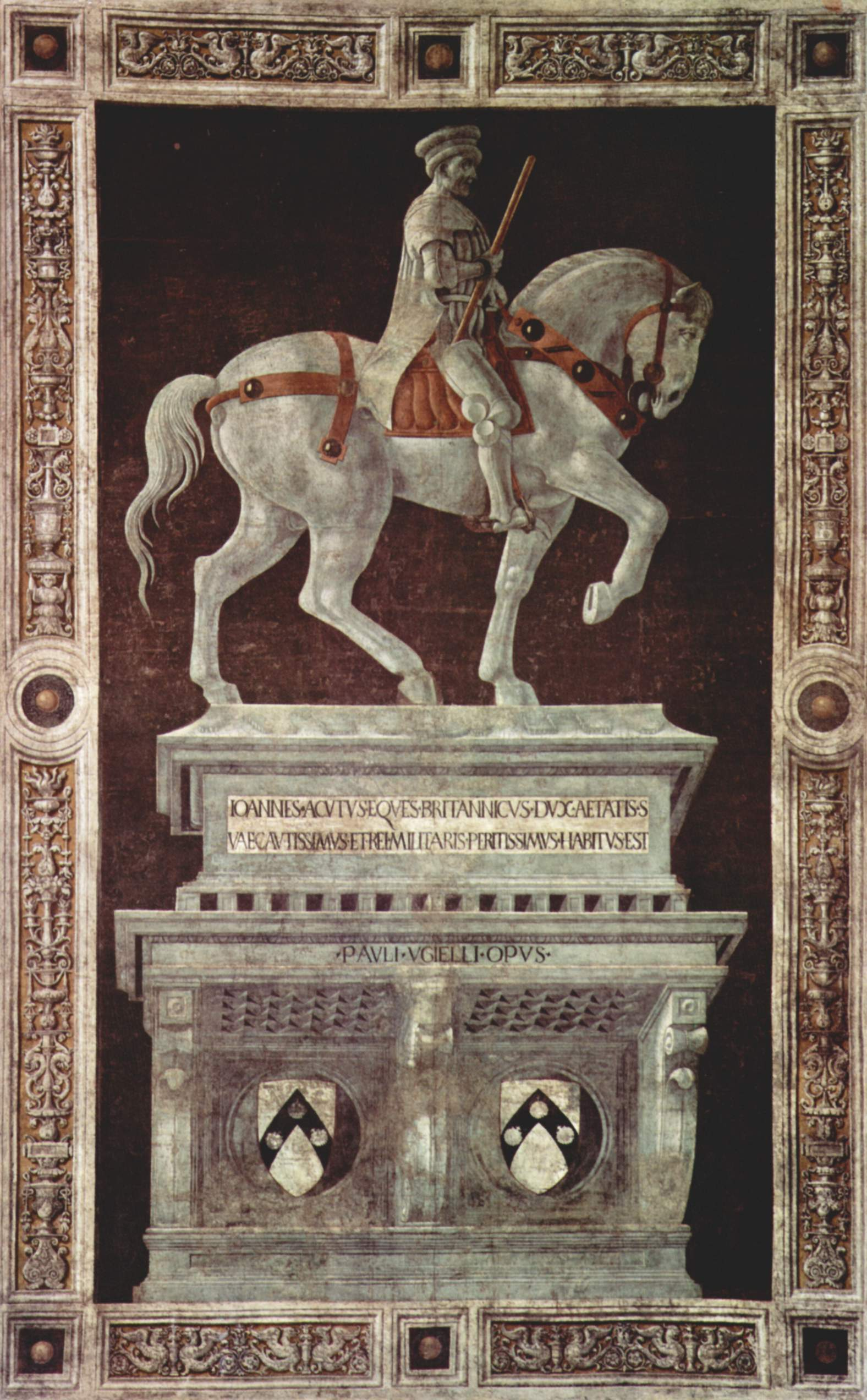
Monumento funerario a Sir John Hawkwood

De vuelta a Florencia trabajó sobre todo en las obras de Santa María del Fiore. Recibió su primer encargo monumental en 1436: pintar el retrato ecuestre del capitán inglés John Hawkwood, a quien los florentinos llamaban Giovanni Acuto. Fue ejecutado en sólo tres meses y firmado con su nombre en la base de la estatua (PAULI UCELLI OPUS). La obra es monocroma (ejecutada con verde terra), usado para dar la impresión de una estatua de bronce. En este fresco monocromático mostró su profundo interés en la perspectiva. El condotiero y su caballo están presentados como si el fresco fuera una escultura, vista desde abajo. Empleó dos perspectivas diferentes, uno para la base y uno frontal para el caballo y el caballero. Las figuras resultan cuidadas, áulicas, bien tratadas volumétricamente a través de un hábil dibujo de luces y sombras con el claroscuro. 
En 1437 hizo un viaje a Bolonia, donde queda el fresco de la Natividad en la primera capilla de la izquierda de la iglesia de San Martín. 
Las tres pinturas más conocidas de Uccello, que conmemoran la Batalla de San Romano, no tienen una datación fija entre los críticos. Unos las sitúan en el período entre 1438 y 1440, y otros alrededor de 1450-1456. El episodio histórico que conmemoran es una batalla de 1432 en la que los florentinos, liderados por Niccolò Mauruzi da Tolentino derrotaron a los sieneses. En tres paneles, expuestos hasta 1784 en una sala del Palacio Médicis de via Larga, en Florencia, hoy están separadas en tres de los más importantes museos de Europa: la National Gallery de Londres (Niccolò da Tolentino alla testa dei fiorentini), los Uffizi (Disarcionamento di Bernardino della Ciarda) y el Louvre de París (Intervento decisivo a fianco dei fiorentini di Michele Attendolo), este último quizá realizado en un momento posterior y firmado por el artista. La obra fue preparada con cuidado y quedan varios dibujos con los que el artista estudió construcciones geométricas en perspectiva particularmente complicada: quedan hoy en los Uffizi y el Louvre y se cree que en este estudio fue probablemente ayudado por el matemático Paolo Toscanelli. Las formas que se extienden en muchos planos acentúan el virtuosismo de Uccello como dibujante, y proporciona una estructura visual controlada al caos de la escena de batalla.
De 1442 data el primer documento que afirma la existencia de un taller propio. Entre 1443 y 1445 pintó las figuras del reloj del Duomo, de la contrafachada y los cartones para dos de las vidrieras de la cúpula (Resurrección, ejecutada por el cristalero Bernardo di Francesco, y Natividad, realizada por Angelo Lippi). En estos mismos años, para el claustro del Spedale di San Martino della Scala pintó al fresco un luneto con la Natividad, hoy muy dañada y los depósitos de los Uffizi junto con la sinopia relativa.
Hacia 1447-1448 Paolo Uccello se encontraba nuevamente ocupado por los frescos del Claustro Verde de Santa Maria Novella, en particular en el luneto con el Diluvio universal, en el que se ve a Noé salir del arca, y bajo el panel con el Sacrificio y ebriedad de Noé. En el luneto adoptó un doble punto de fuga cruzado que acentuaba, junto con la realidad de los colores, el dramatismo del episodio: a la izquierda se ve el arca al comienzo del diluvio, a la derecha después del diluvio; Noé está presente bien en el acto de tomar el racimo del olivo, bien en la tierra firme. Las figuras van empequeñeciendo conforme se alejan, y el arca parece llegar al infinito. En los desnudos se advierte el influjo de las figuras de Masaccio, mientras la riqueza de detalles recordaba aún al estilo tardogótico.

### Padua y retorno
Trabajó en Padua en 1444 y de nuevo en 1445, llamado por Donatello. Y aquí realizó en el Palacio Vitaliani frescos con Gigantes hoy perdidos. 

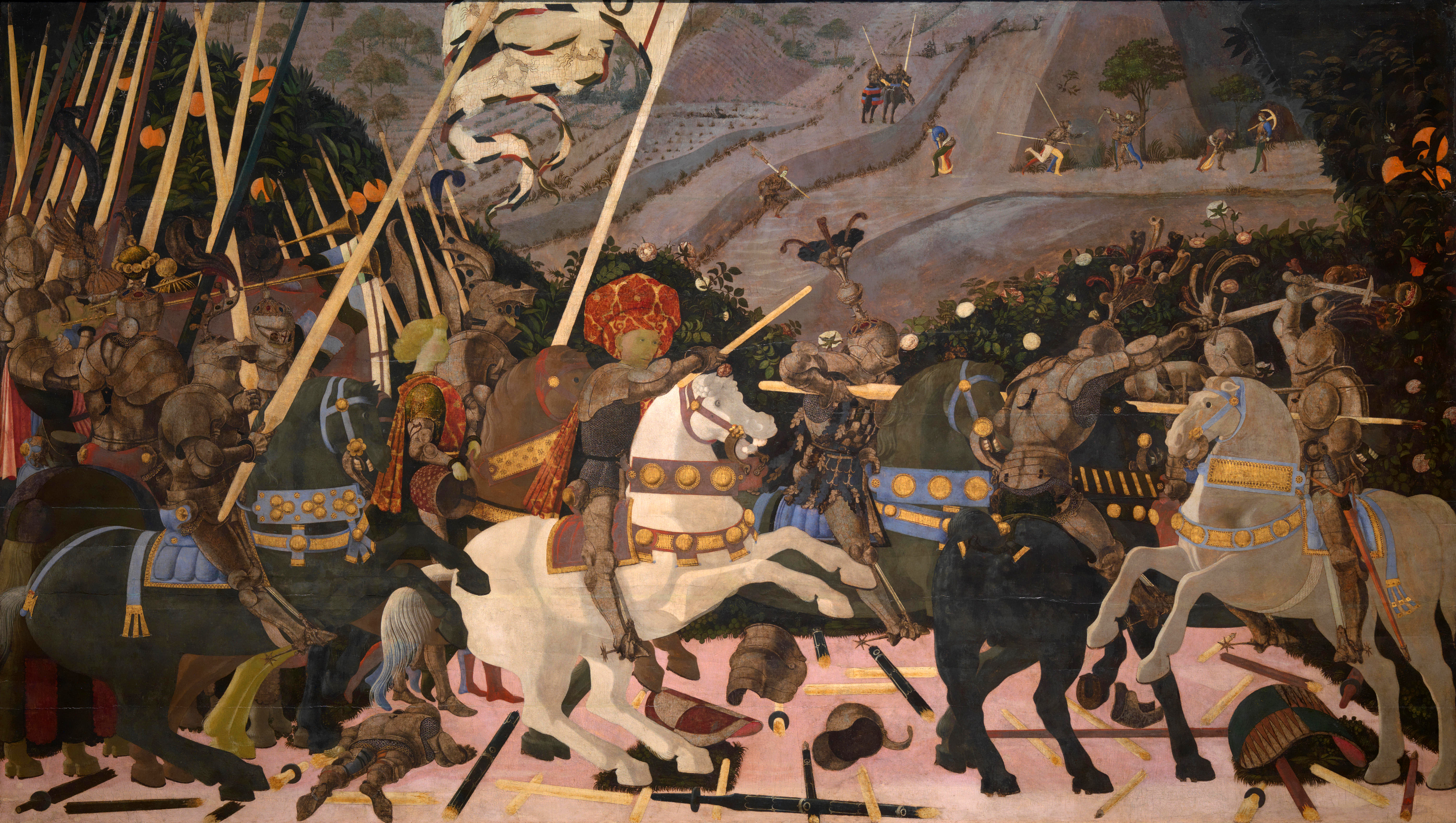
Niccolò Mauruzi da Tolentino en la batalla de San Romano (c. 1438–1440), 182 × 320 cm, National Gallery de Londres.

De vuelta a Florencia en 1446, pintó las Estaciones verdes de la Cruz, de nuevo en el claustro de la iglesia de Santa Maria Novella. Alrededor del año 1447–1454 pintó Escenas de la vida monástica para la iglesia de San Miniato al Monte, Florencia. Datada entre 1450 y 1475 es la tabla con la Tebaida, tema ampliamente difundido en aquellos años, y guardada en la Galleria dell'Accademia de Florencia.
Uccello se casó en 1452 con Tomassa Malifici con la que tuvo dos hijos. En 1453 nació Donato (llamado así por Donatello), y en 1456 su esposa dio a luz a Antonia. Del año 1452 es la tabla con una Anunciación hoy perdida de la que se conserva la predela con Cristo en piedad entre la Virgen y San Juan evangelista conservada en el Museo de San Marcos en Florencia. Alrededor del año 1455 produjo la tabla con San Jorge y el Dragón de la National Gallery de Londres.
Entre 1460 y 1465 realizó una Crucifixión y santos hoy en el Museo Thyssen-Bornemisza de Madrid. En 1461 pintó frescos con escenas de la vida monástica en el claustro de San Miniato, conservados sólo parcialmente. 
En 1465 ejecutó para Lorenzo di Matteo Morelli, una tabla con San Jorge y el Dragón (París, Museo Jacquemart André) y el fresco con la Incredulidad de Santo Tomás sobre la fachada de la iglesia de Santo Tomás en el Mercato Vecchio (perdido), y que según Vasari, mereció un juicio negativo de su amigo Donatello. Según Vasari, después «Paulo se entristeció y, sintiendo que este último esfuerzo recibía más desaprobación que elogio, se encerró en su casa, y no tuvo ya valor para salir nunca más de ella».

### Urbino y últimos años
En edad ya muy avanzada Paolo Uccello fue invitado por Federico de Montefeltro a Urbino, donde estuvo entre 1465 y 1468, implicándose en la decoración del Palacio Ducal. Allí estuvo con su hijo Donato. Trabajó para la Fraternidad del Corpus Domini, una hermandad de laicos. Pintó parte de la predela del Corpus Domini con el Milagro de la Histia Profanada. (El principal panel fue terminado por Justo de Gante con una escena de la "Comunión de los Apóstoles" en 1474.) La predela de Ucello comprende seis escenas, con unos interiores meticulosamente naturalistas, relacionadas con el mito antisemita de la profanación de la hostia, que se basa en un acontecimiento supuestamente ocurrido en París en el año 1290. Fue un esfuerzo del duque Federico de Montefeltro de Urbino para vilipendiar a los judíos, al tiempo que toleraba algo de la actividad judía. No todas estas escenas son atribuidas de manera unánime a Paolo Uccello.

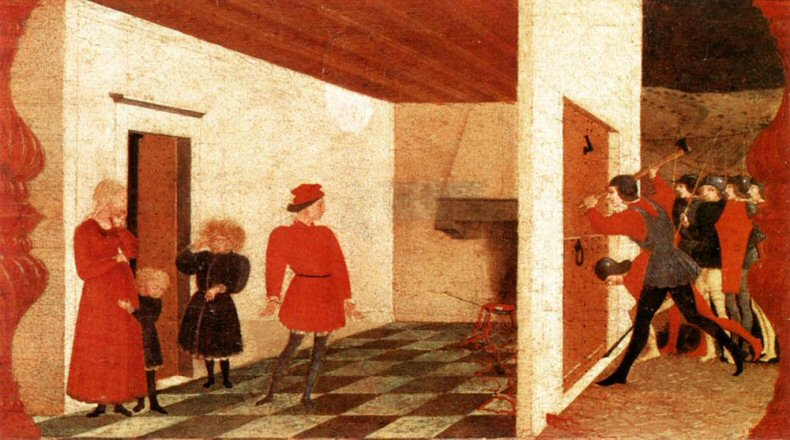
Una escena en la predela de Corpus Domini (h. 1465-1468), establecida en el hogar de un prestamista judío. La sangre en el fondo emana de la Hostia, que el prestamista ha intentado cocinar, y se desliza por debajo de la puerta. Esta historia entró por primera en la tradición literaria italiana a través de Giovanni Villani (h. 1280–1348) y su Nuova Cronica.

En su declaración de la renta florentina de agosto de 1469 declaró: "Me encuentro viejo y achacoso, mi mujer está enferma, y no puedo trabajar más". Según los escritos de Giorgio Vasari, Paolo Ucello, «se entregó a la perspectiva, que lo mantuvo pobre y recluido hasta su muerte. Así llegó a muy viejo, y sintiendo poca alegría en su vejez, murió...»

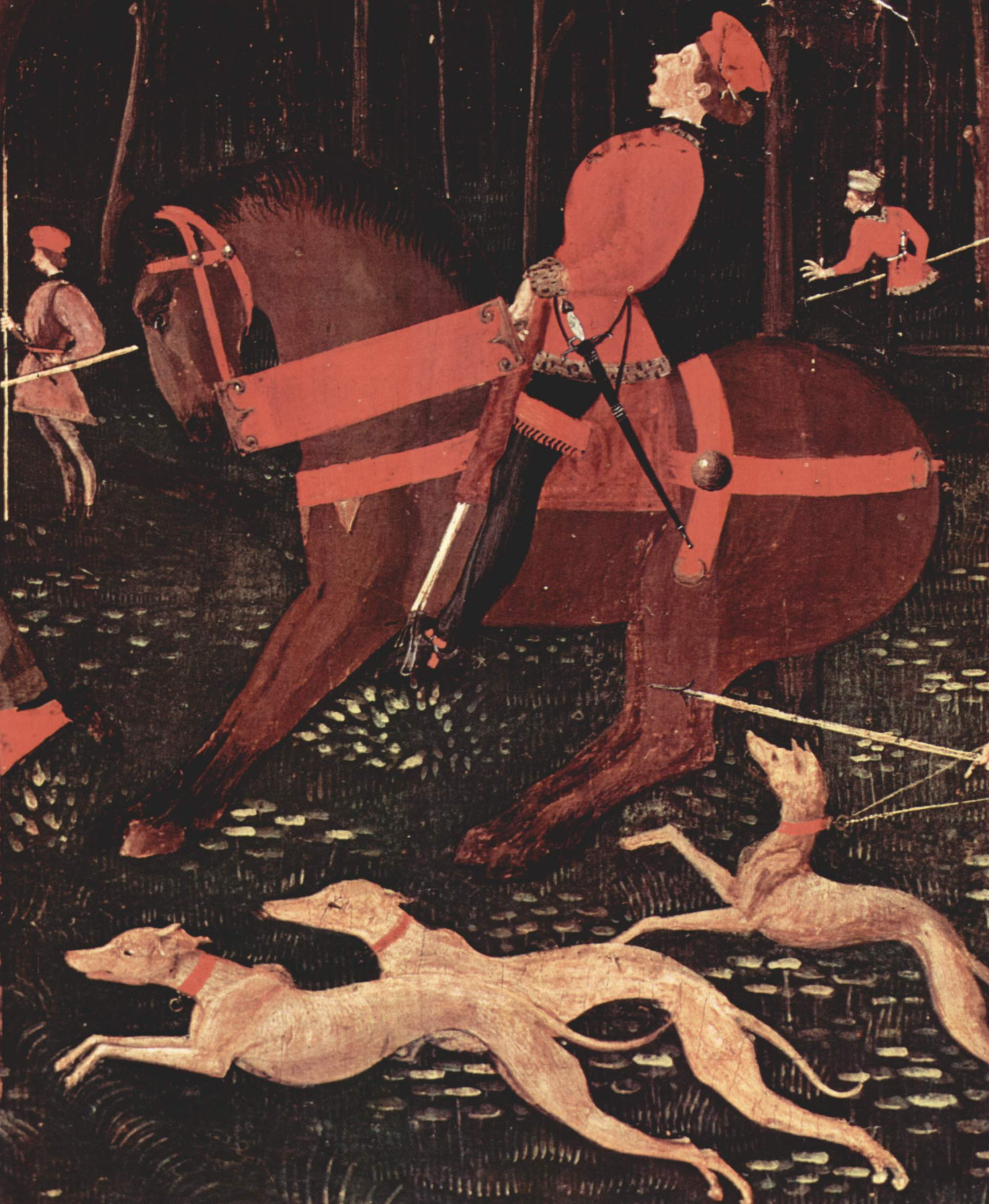
Detalle de La caza, de Paolo Uccello (Museo Ashmolean)

Su última obra conocida es La caza, h. 1470, que se conserva en el Museo Ashmolean de Oxford. Hizo su testamento el 11 de noviembre de 1475 y murió poco después a la edad de 78 años el 10 de diciembre de 1475 en el hospital de Florencia. Fue enterrado en la tumba de su padre en la basílica florentina de Santo Spirito, el 12 de diciembre. Dejó muchos dibujos entre los cuales hay tres en la galería de dibujos y estampas de los Uffizi con estudios de perspectiva. En este estudio el artista fue probablemente ayudado por el matemático Paolo Toscanelli.
Con su mente precisa y analítica intentó aplicar un método científico para representar objetos en un espacio tridimensional. En particular, se conservan algunos de sus estudios de la perspectiva acortando el toro, y una representación estándar de la habilidad como dibujante fueron sus representaciones del mazzocchio. El mazzocchio era una especie de rodete que se llevaba en la cabeza, con forma de aro que daba lugar a juegos de perspectiva con sus dibujos poliédricos. La perspectiva en sus pinturas recibe la influencia de famosos pintores como Piero della Francesca, Alberto Durero y Leonardo da Vinci, por nombrar unos pocos. 
Su hija, Antonia Uccello (1446–1491) fue una monja carmelita, a quien Vasari llamaba "una hija que sabía cómo dibujar". Ella destacó incluso como una "pittoressa", una pintora, en su certificado de muerte. Su estilo y su habilidad siguen siendo un misterio pues no se conserva nada de su obra.

## Estilo

Una tendencia gotizante del arte de Uccello en ninguna otra obra es más evidente que en San Jorge y el Dragón (h. 1456).

La característica más aparente de las obras de madurez de Paolo Uccello es la atrevida construcción en perspectiva. De hecho, Vasari cita como palabra de Uccello la expresión 
«¡Oh, qué asunto tan dulce la perspectiva!». Sin embargo, a diferencia de Masaccio, esa perspectiva no le sirve para proporcionar un orden lógico a la composición, dentro de un espacio finito y mensurable, sino más bien para crear escenografías fantásticas y visionarias, en espacios indefinidos. Su horizonte cultural quedó siempre ligado a la cultura tardogótica, aunque interpretada con originalidad.
Las obras de la madurez son contenidas en un entorno de perspectiva lógica y geométrica, donde las figuras son consideradas volúmenes, colocados en funciones de correspondencias matemáticas y racionales, donde se excluyen el horizonte natural y el de los sentimientos. El efecto, bien perceptible en obras como la Batalla de San Romano es el de una serie de maniquíes que representan una escena con acciones congeladas y suspendidas, pero justo de esta inescrutable fijeza nace el carácter emblemático y onírico de su pintura. 
El efecto fantástico está acentuado incluso por el uso de cielos y fondos oscuros, sobre el que resaltan luminosas las figuras, bloqueadas en posiciones antinaturales.

## Valoración crítica

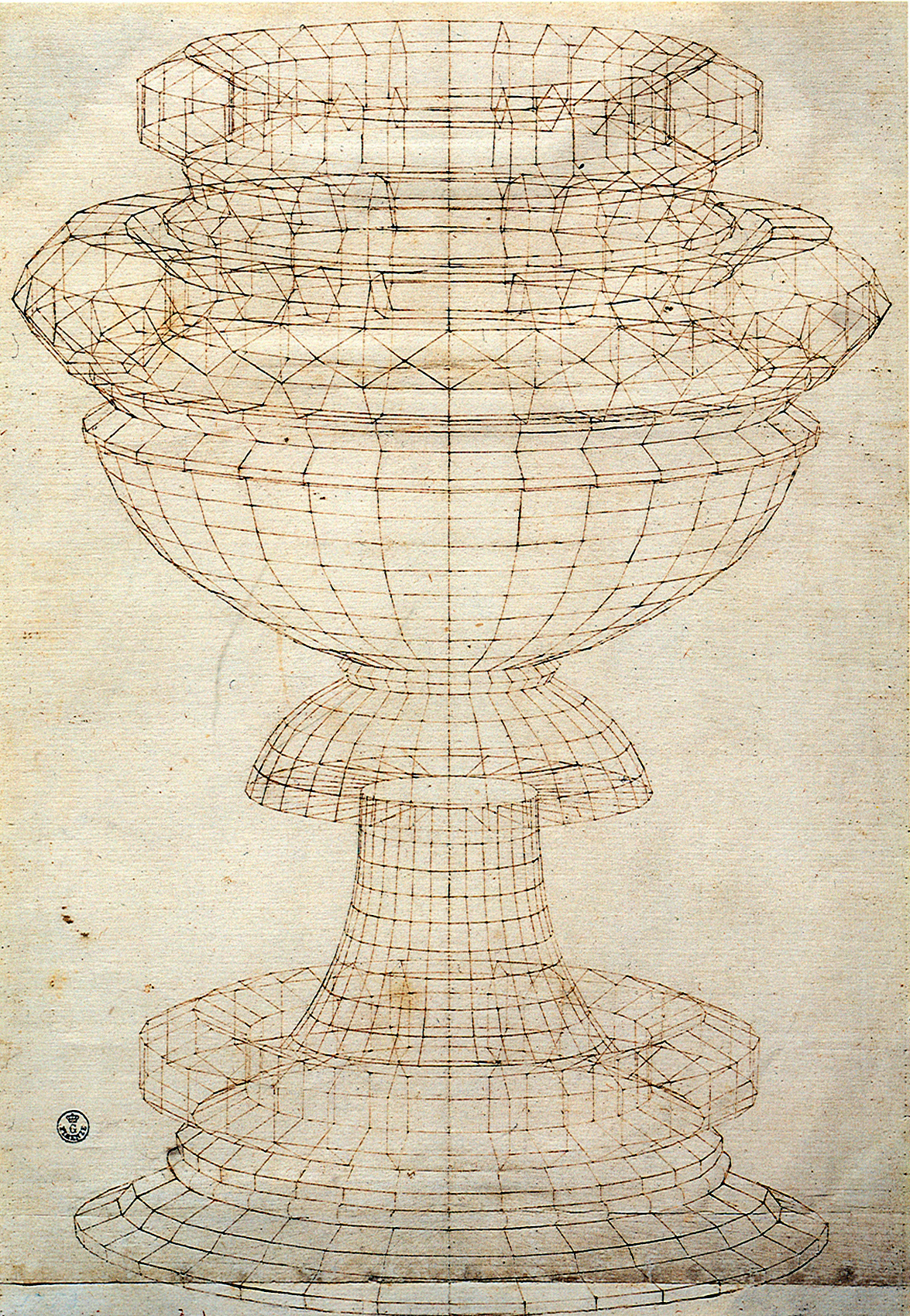
Estudio de perspectiva.

Vasari, en sus Vidas alabó la perfección a la que Paolo Uccello había llevado el arte de la perspectiva, pero lo reprochó el haberse dedicado a ello "sin medida", abandonando el estudio de la representación de las figuras humanas y animales, señalando que este «gran pintor florentino, que, dotado de un sofisticado ingenio, se complació en investigar los complicados mecanismos y las extrañas obras del arte de la perspectiva; y a esta tarea tanto tiempo le consagró, que si hubiera dedicado el mismo esfuerzo a las figuras (pese a que las ejecutaba bien) habría conseguido ser aún más único y admirable».
Esta limitada visión crítica fue de hecho asumida por todos los estudiosos posteriores hasta Giovanni Battista Cavalcaselle, que, subrayando como el estudio científico de la perspectiva no empobrece la expresión artística, abrió una vía a una comprensión del arte de Paolo Uccello más completa y razonada.
Entre los estudios posteriores un problema a menudo afrontado es el de la interpretación de la perspectiva fragmentaria de algunas obras, según algunos, como Parrochi, ligado a una "no aceptación del sistema reductivo de la construcción con puntos de distancia aplicada ejemplarmente del arquitecto Brunelleschi en sus tablillas experimentales". Pero quizá fuera más correcto hablar de una interpretación personal de tales principios, más que de una verdadera y auténtica oposición, con la pretensión de lograr un mayor sentido "abstracto y fantástico" (Mario Salmi). Para Paolo la perspectiva permaneció siempre como un instrumento para colocar las cosas en el espacio y no para representar las cosas reales, como es especialmente evidente en obras como el Diluvio Universal. Manteniéndose a medio camino entre el mundo tardogótico y la novedad renacentista, Paolo Uccello fusiona el "idealismo antiguo y nuevos medios de investigación" (Parronchi).

## Obras
Pope-Hennessy es mucho más conservador que los autores italianos: atribuye alguna de las obras inferiores a un "Maestro de Prato" y un "Maestro de Karlsruhe". La mayor parte de las fechas en la lista (tomadas de Borsi y Borsi) se derivan de comparación estilística más que de la documentación.

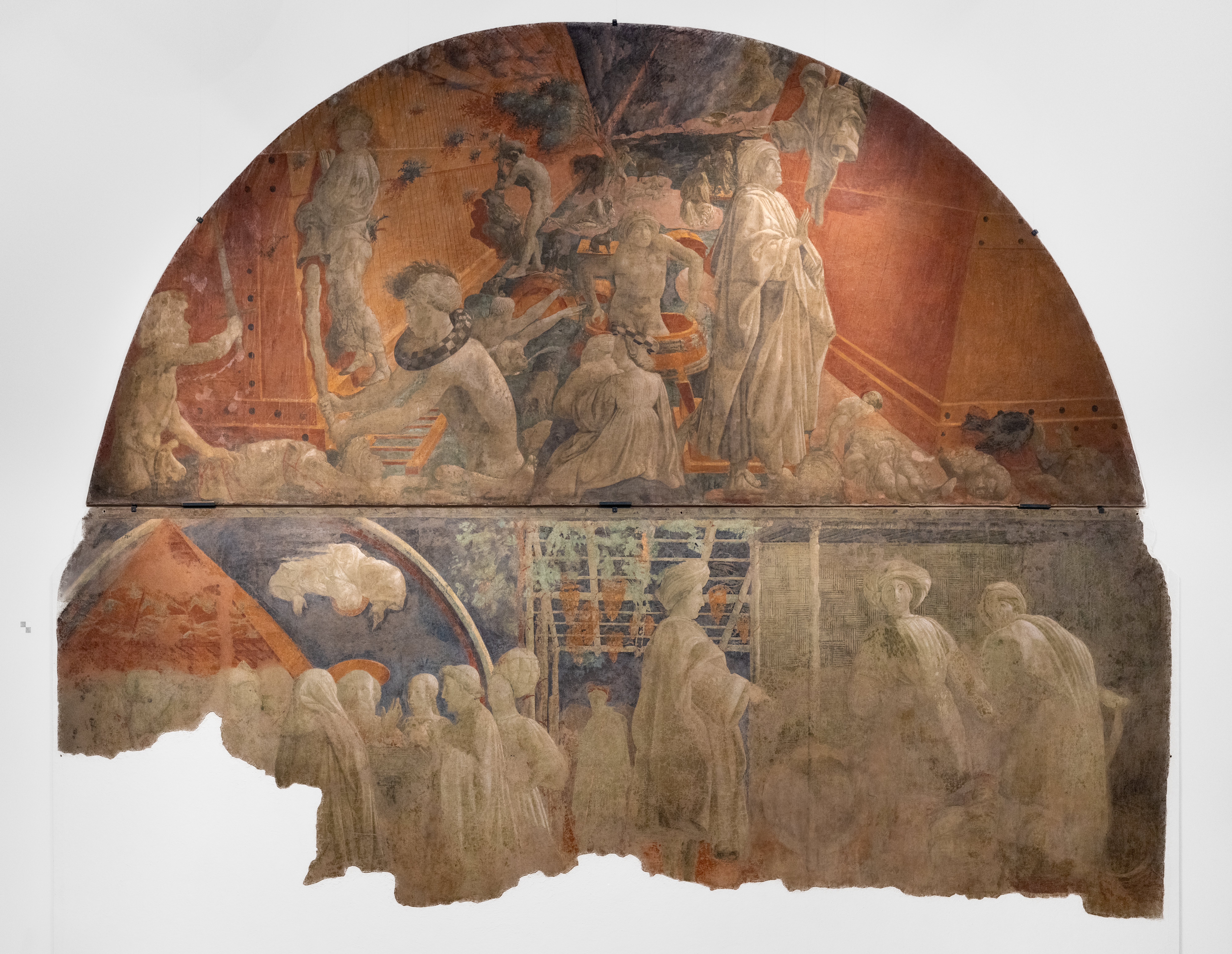
Diluvio y retroceso de las aguas, Santa Maria Novella, Florencia.

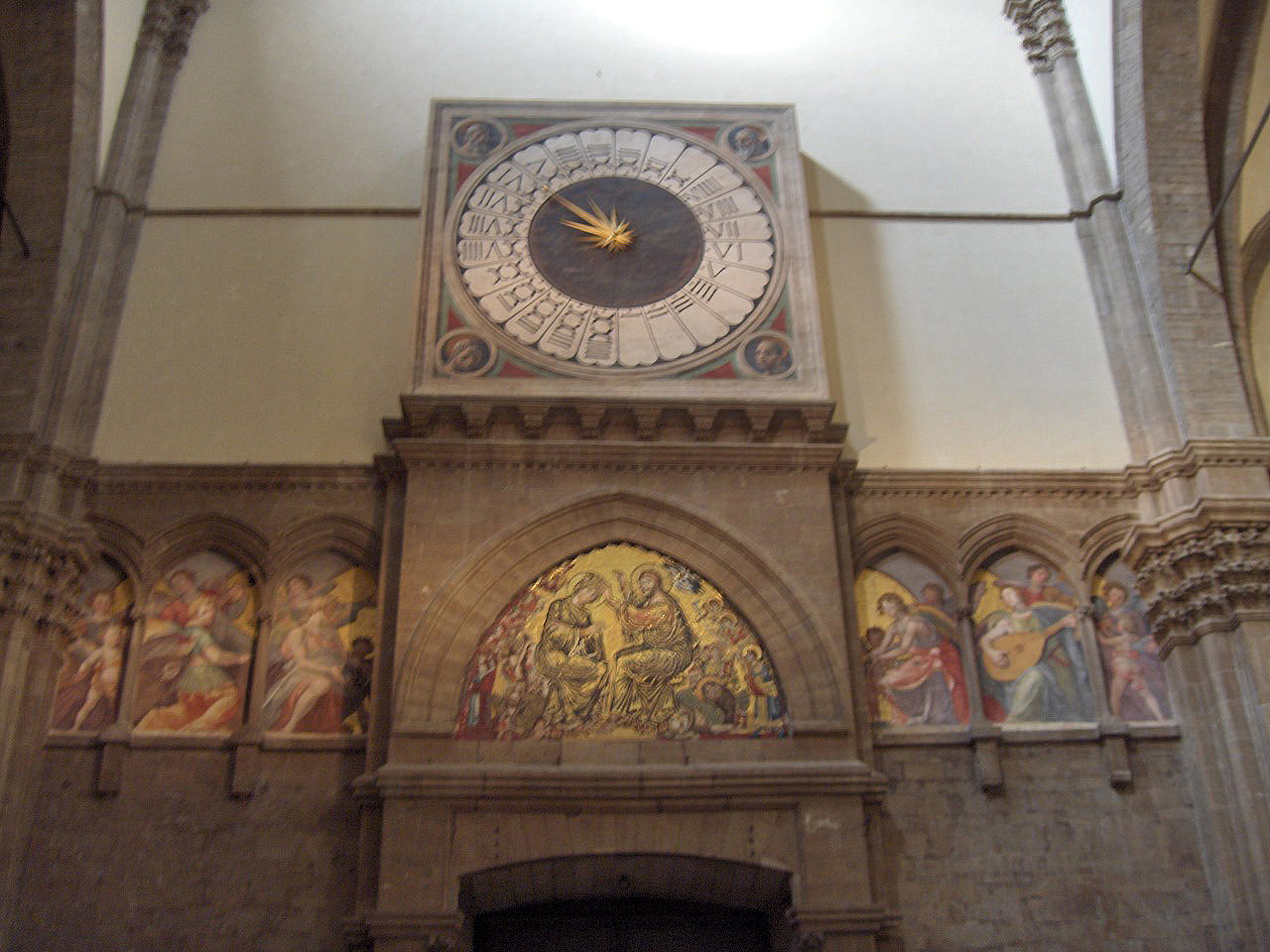
Reloj en el Duomo, Florencia.

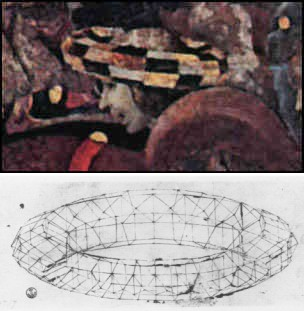
Arriba: Pintura de un mazzocchio en La batalla de San Romano, h. 1435-1440.
Abajo: Estudio de perspectiva de un toro, h. 1430-1440.

- Anunciación (h. 1420–1425) - Museo Ashmoleano, Oxford
- Creación y Caída (h. 1424–1425) - Luneto y sección inferior, Chiostro Verde, Santa Maria Novella, Florencia
- Retrato de dama (h. 1430) - Museo Metropolitano de Arte de Nueva York
- Adoración de los Magos (h. 1431–1432) - Staatliche Kunsthalle, Karlsruhe
- San Jorge y el Dragón (h. 1431) - National Gallery de Victoria, Melbourne
- Predela de Quarate (h. 1433) - Museo diocesano di Santo Stefano al Ponte, Florencia
- Frescos en la Capella dell' Assunta (h. 1434–1435) - Duomo, Prato
- Santa monja con dos niños (h. 1434–1435) - Colección Contini-Bonacosi, Florencia
- Monumento funerario a Sir John Hawkwood (h. 1436) - Duomo, Florencia. Pintado al fresco en la basílica de Santa María del Fiore de Florencia. Por razones de conservación, el mural fue arrancado de la pared y montado sobre lienzo, aunque permanece en el mismo templo.
- San Jorge y el dragón  (h. 1439–1440) -Museo Jacquemart-André, París
- Retrato de joven (h. 1440) -Musée des Beaux-Arts, Chambéry
- Esfera de reloj con cuatro profetas/evangelistas (1443) - Duomo, Florencia
- Resurrección (1443–1444) - Vidriera, Duomo, Florencia
- Natividad (1443–1444) - Vidriera, Duomo, Florencia
- Virgen con Niño (h. 1445)-National Gallery de Irlanda
- El diluvio (1446-1448) - Mural del Claustro Verde de Santa María Novella, Florencia, Italia). Subsiste dañado otro mural con La creación de Eva y El pecado original.
- Escenas de la vida monástica (h. 1447–1454) - S. Miniato al Monte, Florencia
- San Jorge y el Dragón (h. 1450-55) - National Gallery, Londres
- La Batalla de San Romano. Serie de tres pinturas ejecutada entre 1456 y 1460. Es una de las obras más conocidas de Paolo Uccello. Encargo de los Médicis, estas pinturas presentan una escena de la historia de Florencia de 1432. Está formada por:

- Nicolás de Tolentino liderando a los florentinos (Niccolò da Tolentino alla testa dei fiorentini) (h. 1450–1456) - National Gallery de Londres
- Nicolás Mauricio de Tolentino derriba a Bernardino Della Ciarda en la Batalla de san Romano o El triunfo sobre Bernardino Della Ciarda (Disarcionamento di Bernardino della Ciarda) (h. 1450–1456) - Galleria degli Uffizi, Florencia
- Intervención decisiva al lado de los florentinos del condottiero Micheletto da Cotignola o Contraataque de Michelotto da Cotignola en la Batalla de San Romano (Intervento decisivo a fianco dei fiorentini del condottiero Micheletto Attendolo da Cotignola) (h. 1450) - Musée du Louvre, París

- Crucifixión con santos (h. 1457-1458) - Museo Thyssen-Bornemisza de Madrid
- Vida de los Santos Padres o Tebaida (h. 1460–1465) - Accademia, Florencia
- Milagro de la Hostia Profanada (1467–1468) - predela, Galleria Nazionale delle Marche, Palacio Ducal, Urbino)
- La caza en el bosque (h. 1470) -- Museo Ashmolean, Oxford

En el pasado se le atribuía también la tabla con Cinco maestros del Renacimiento florentino (Museo del Louvre, París) de ignorado pintor florentino, datada entre finales del siglo XV y los primeros años del XVI.